# Village Green (Los Angeles)
Village Green is een appartementencomplex in de Baldwin Hills-buurt van de Amerikaanse stad Los Angeles (Californië). Het bevindt zich tussen Rodeo Road en Coliseum Street, ten westen van La Brea Avenue. Het complex werd in 1942 aangelegd en was toen een van de meest ambitieuze geplande gemeenschappen in Los Angeles. De meeste appartementen hebben niet meer dan twee slaapkamers; er wonen vooral ouderen en jonge mensen met vrije beroepen. Village Green was als een van de eerste zulke complexen ontworpen vanuit de veronderstelling dat de inwoners een auto zouden bezitten. 
Op 3 januari 2001 werd het complex onder de naam Baldwin Hills Village erkend als National Historic Landmark vanwege de geslaagde combinatie van de stadsplanning van de Garden City-beweging en een elegante beaux-artsstijl. De plannen voor Village Green ontvingen nationale prijzen en werden geprezen om hun inzichten in stadsplanning en architectuur. Op het 260.000 m² grote terrein zijn 162 bouwwerken uit de periode 1935-1942 die onder de erkenning van het National Historic Landmark-programma vallen.

## Fotogalerij

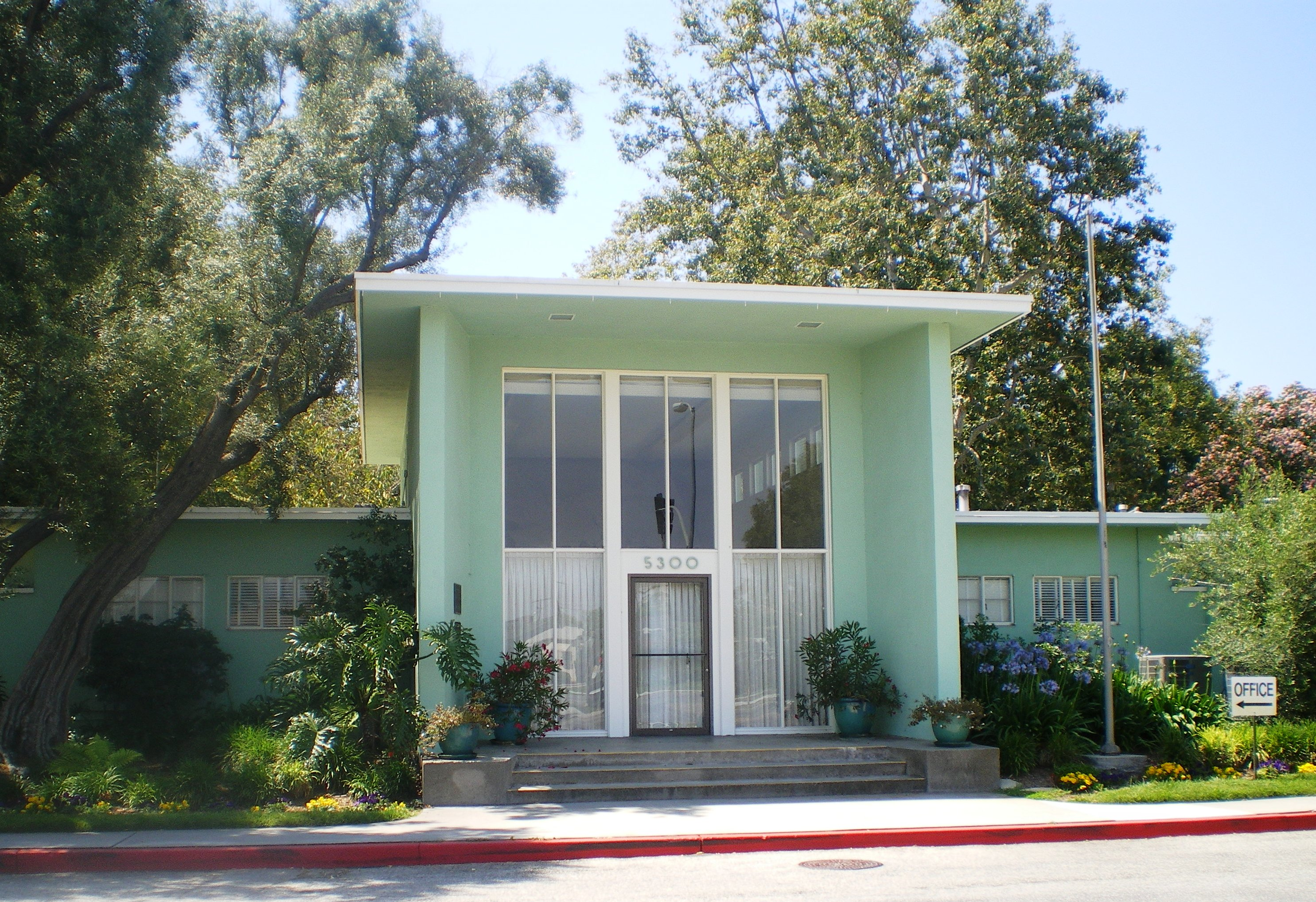
Het hoofdkantoor van Village Green
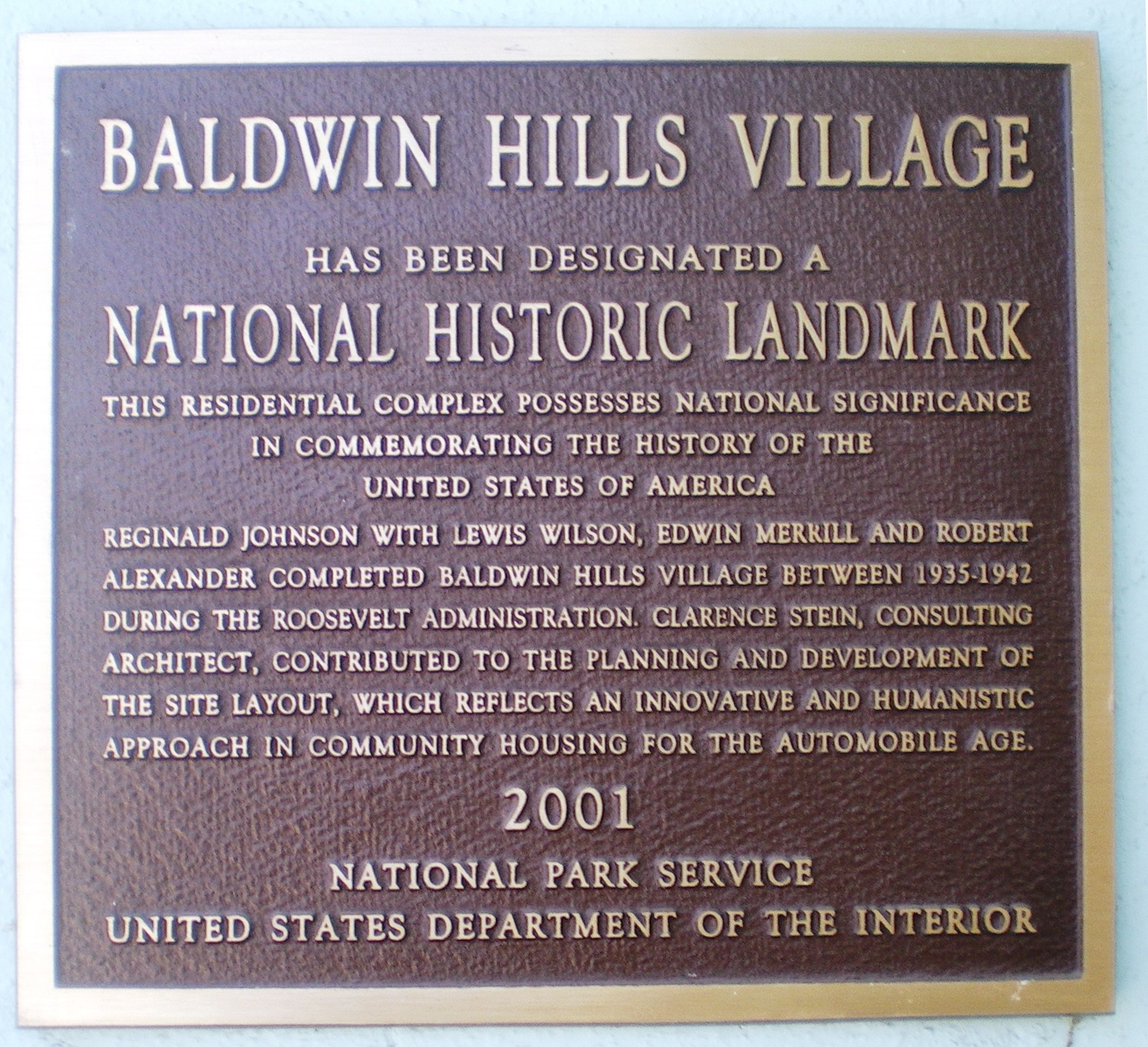
NHL-plaque